# Magyarországi Szocialista Párt
A Magyarországi Szocialista Párt egy egykori magyarországi párt, amelyet 1919. március 21-én hoztak létre a Magyarországi Szociáldemokrata Párt és a Kommunisták Magyarországi Pártja vezető politikusai a két párt egyesítésével. Az első magyar „állampártként” tartjuk számon, ugyanis a Tanácsköztársaság idején e párt nevében gyakorolta a Forradalmi Kormányzótanács a diktatórikus hatalmat.
Az 1919. június 12–13-i pártkongresszuson a párt felvette a Szocialista-Kommunista Munkások Magyarországi Pártja nevet.

## Külső hivatkozások
- A Magyarországi Szocialista Párt gyűlése az Országház előtt (videó)
- A két párt egyesülési határozatának szövege